# Dixophlebia holophaea
Dixophlebia holophaea là một loài bướm đêm thuộc phân họ Arctiinae, họ Erebidae.